# 거리계 연동 카메라

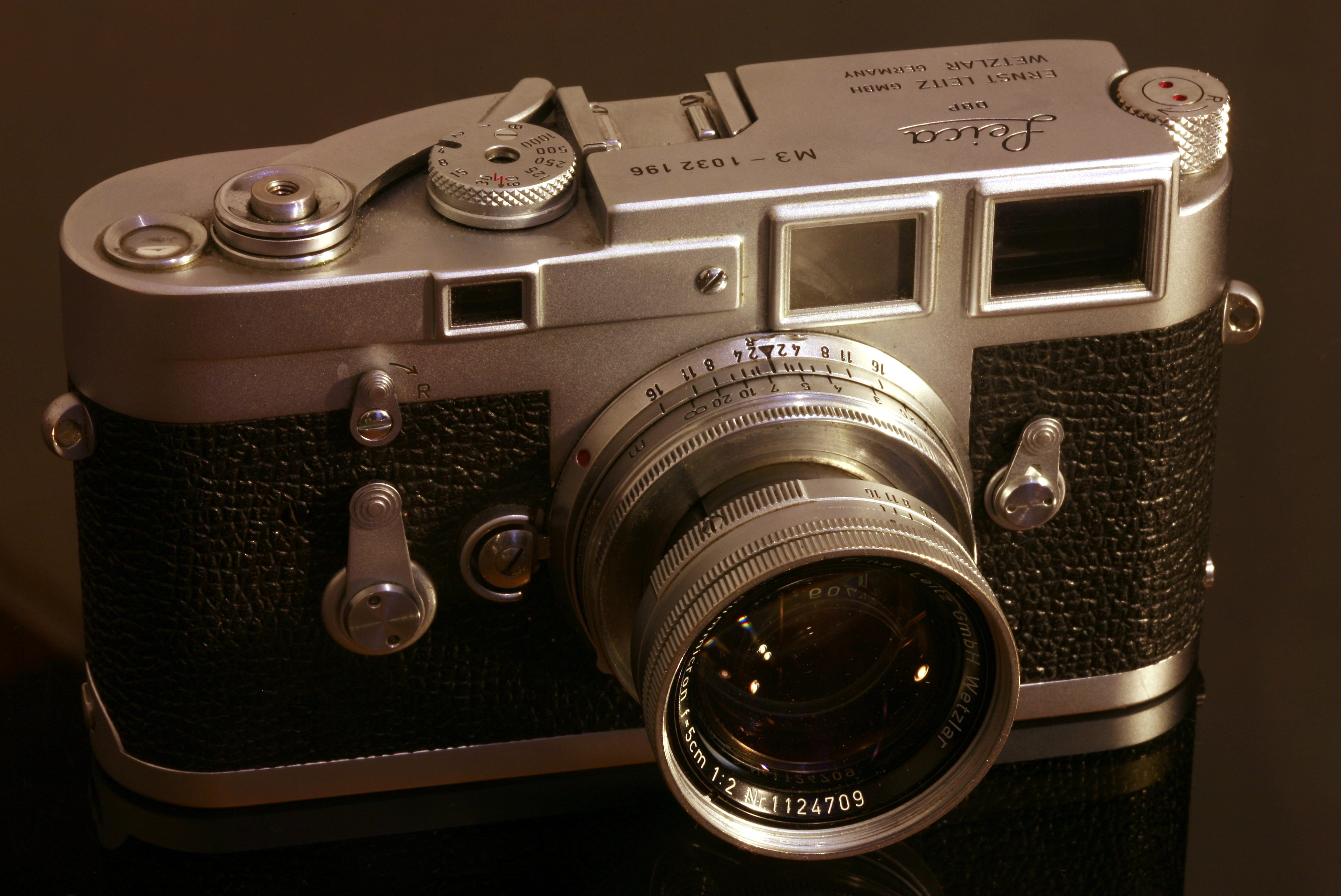
라이카 M3

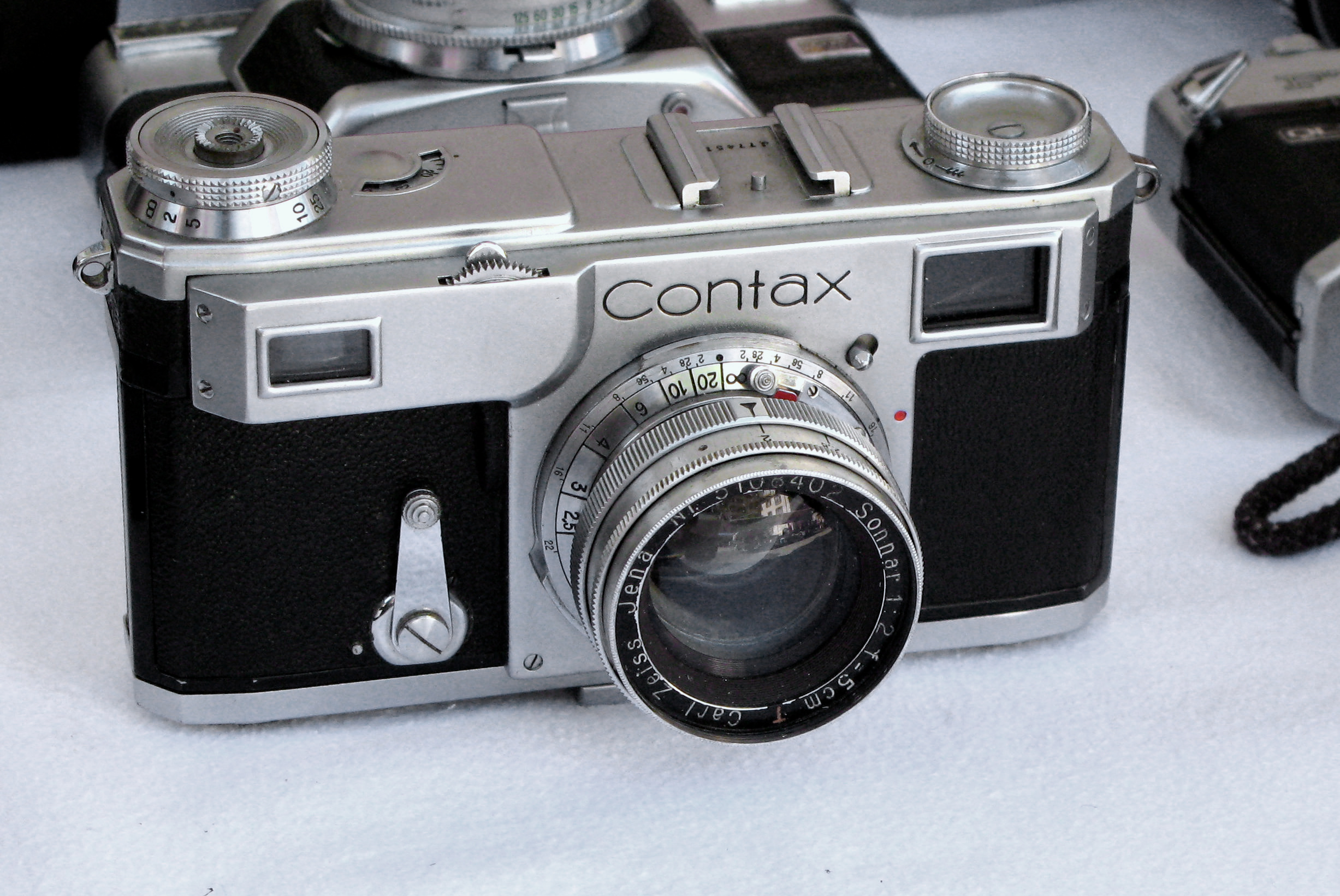
자이스 이콘의 Contax II

거리계 연동 카메라 작동 구조. 몇몇 카메라(아거스 C3, 라이카 바르낙, Contax I등)는 빔 스플리터가 없어서 레인지파인더와 뷰파인더가 따로 되어 있는 경우도 있다.

거리계 연동 카메라(영어: rangefinder camera) 또는 레인지파인더 카메라, RF 카메라는 거리계(range finder)와 카메라의 초점기구를 연동시킨 카메라로, 거리계를 움직임에 따라 초점 검출 여부를 확인할 수 있는 카메라이다.

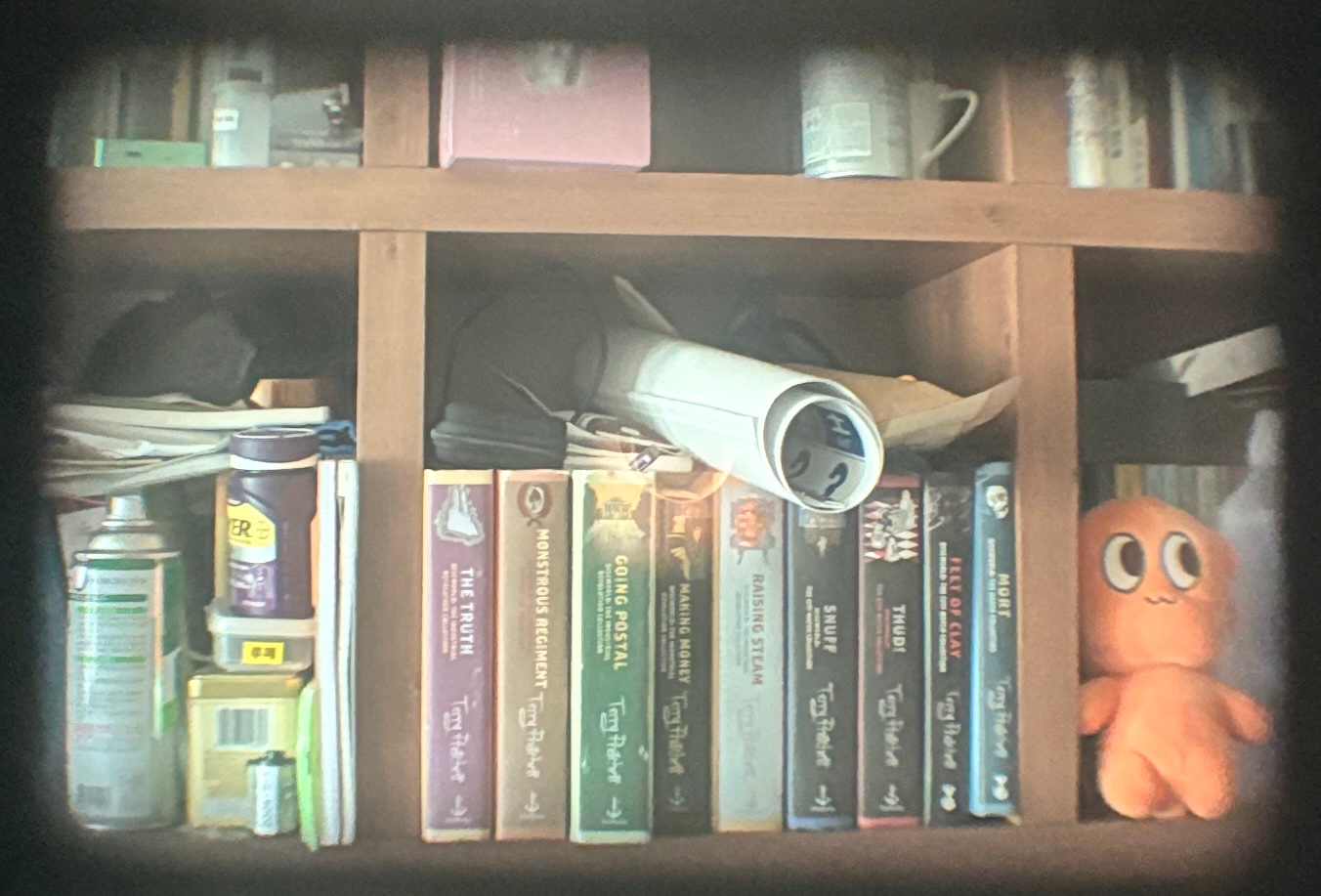
Contax IIa 레인지파인더 카메라에서 초점 정렬 안 된 사진

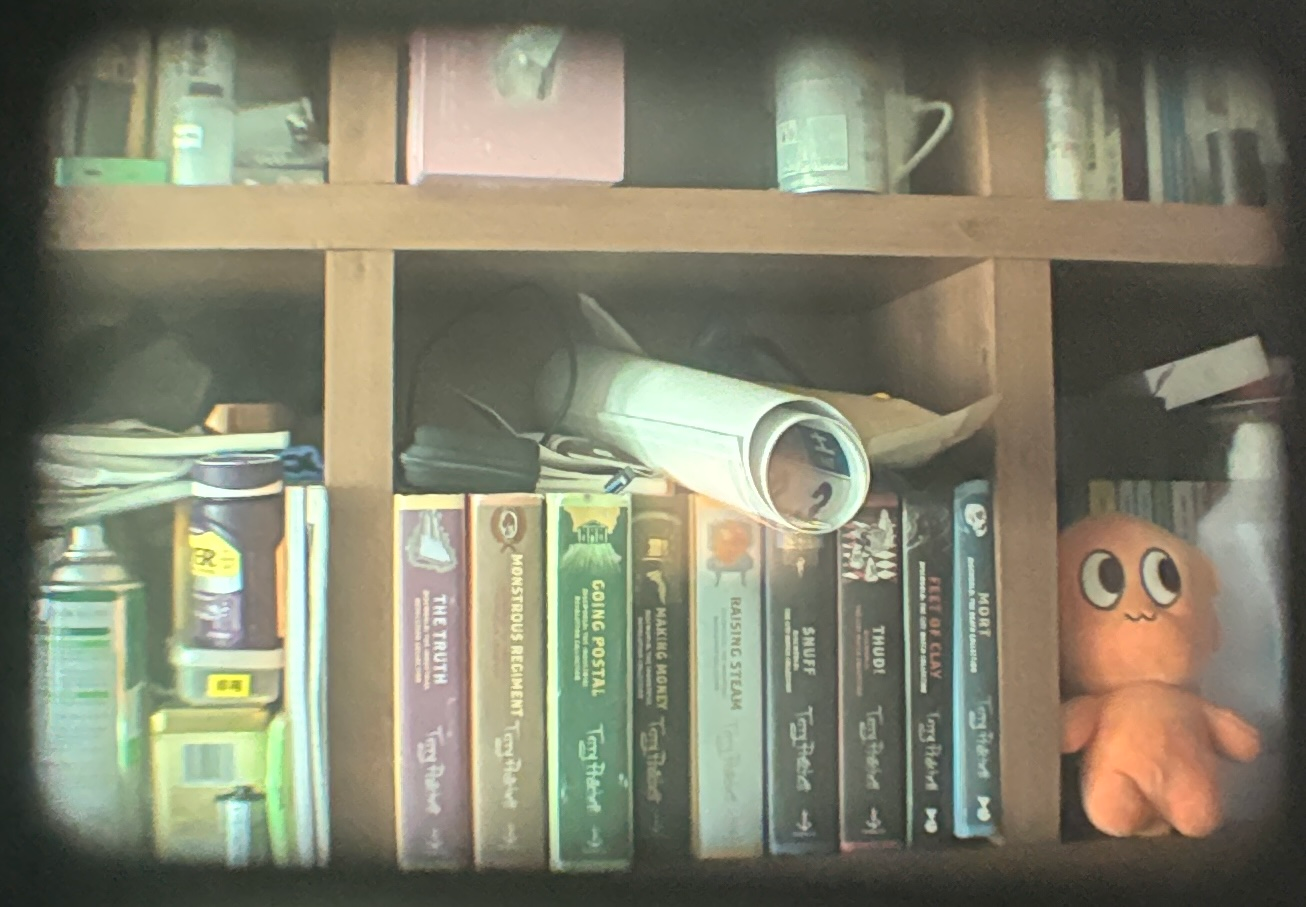
Contax IIa 레인지파인더 카메라에서 초점 정렬 된 사진

## 역사
1916년에 레인자파인더 카메라가 개발되었으며, 1930년대와 1970년대 사이 펜타프리즘을 장착한 값싼 일안 반사식 카메라가 등장하기 전까진 대세인 카메라였다. 잘 알려진 레인지파인더 카메라는 35mm에, 포컬플레인 셔터와 더불어 교환 가능한 렌즈를 사용하였으며. 이 분류안에는 에른스트 라이츠 베츨라어의 오스카 바르낙이 개발한 라이카 스크류마운트 카메라가 있으며, 이 카메라의 경우 여러 불법카피와 더불어 변종들이 많이 존재하고 있다. 이 외에도 칼자이스의 카메라 회사였던 자이스 이콘(Zeiss IKon)에서 개발하여 2차 세계대전 이후에 소련과 독일에서 만들어진 Contax / 키예프 시리프가 있으며, 일본에서도 니콘, 캐논, 코시나등 여럿 회사에서 레인지파인더 카메라를 개발하기도 하였다.
대한민국에선 대한광학에서 여러 나라의 기술을 이용해 KOBICA BC-1 이라는 모델을 생산하기도 하였다.

## 장점
레인지파인더 카메라의 장단점은 일안 반사식 카메라와 대비되는 면이 있다. 레인지파인더 카메라는 SLR의 미러 박스가 필요없기 때문에 크기를 줄일수 있다. 또한, 거울의 움직임에 생기는 미러 쇼크가 없기에 흔들림이 적어, SLR보다 더 낮은 셔터 속도로도 사진을 찍을수 있다. 또한 거울의 움직임이 없기에 블랙아웃 현상이 없어 주변 상황을 보면서 상황에 대처하면서 찍을수 있다.

## 단점
촬영자가 파인더로 보는 것과 렌즈에 들어가는 빛이 다르기 때문에 필연적으로 시차가 생긴다. 이 시차를 페럴랙스(parallax)라고 하며 피사체에 접근하면 할수록 더욱 심해진다. 그런 이유로 뷰파인더 상에서 심도를 확인하는 것이 불가능하다. 또한, 기본 레인지파인더의 초점 거리와 다른 렌즈를 쓰고 싶다면 렌즈에 맞는 전용 뷰파인더가 필요하며, 150mm 이상의 망원렌즈는 초점 맞추기가 불가능한 단점이 있다.

## 갤러리

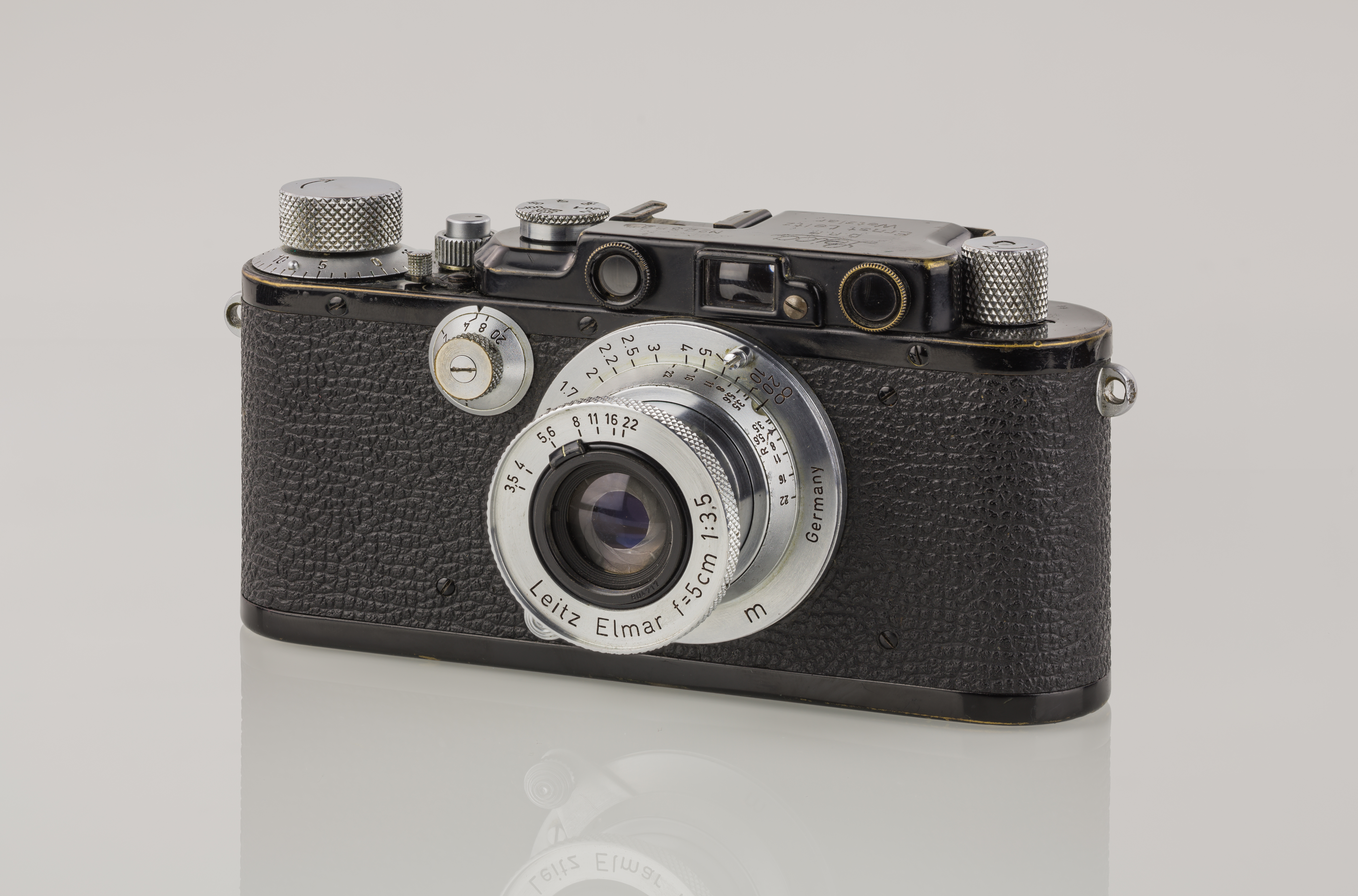
1930년대의 라이카 3
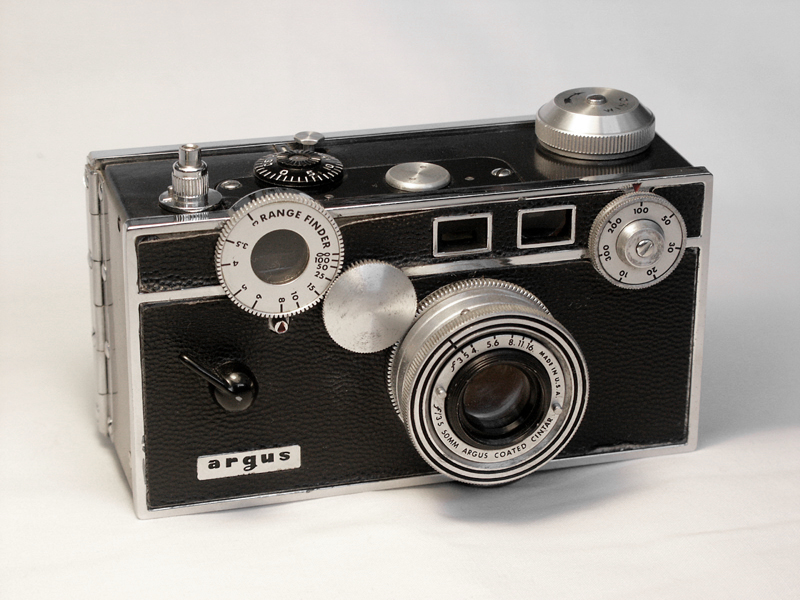
아거스 C3
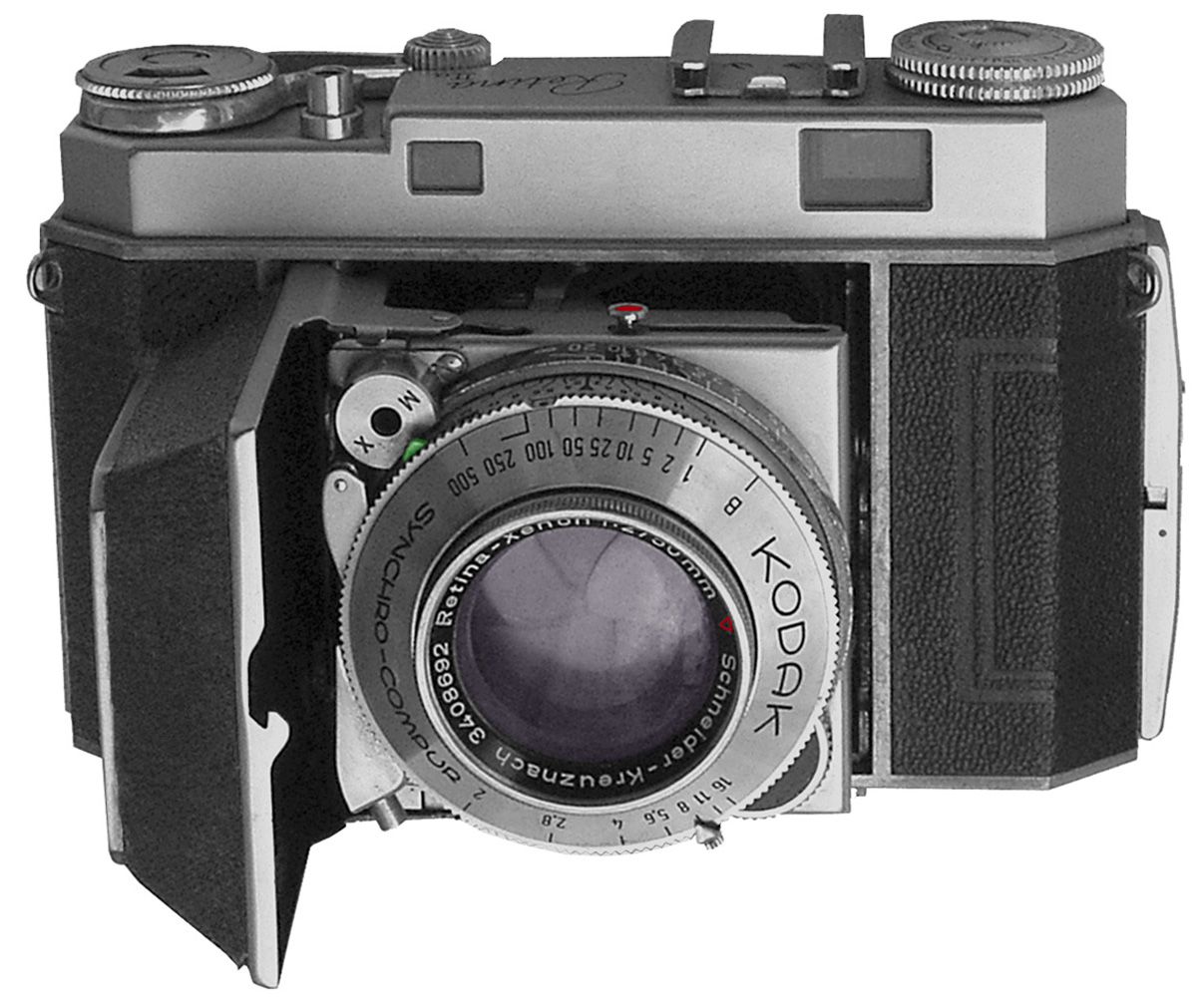
독일에서 제작한 코닥 레티나 IIa
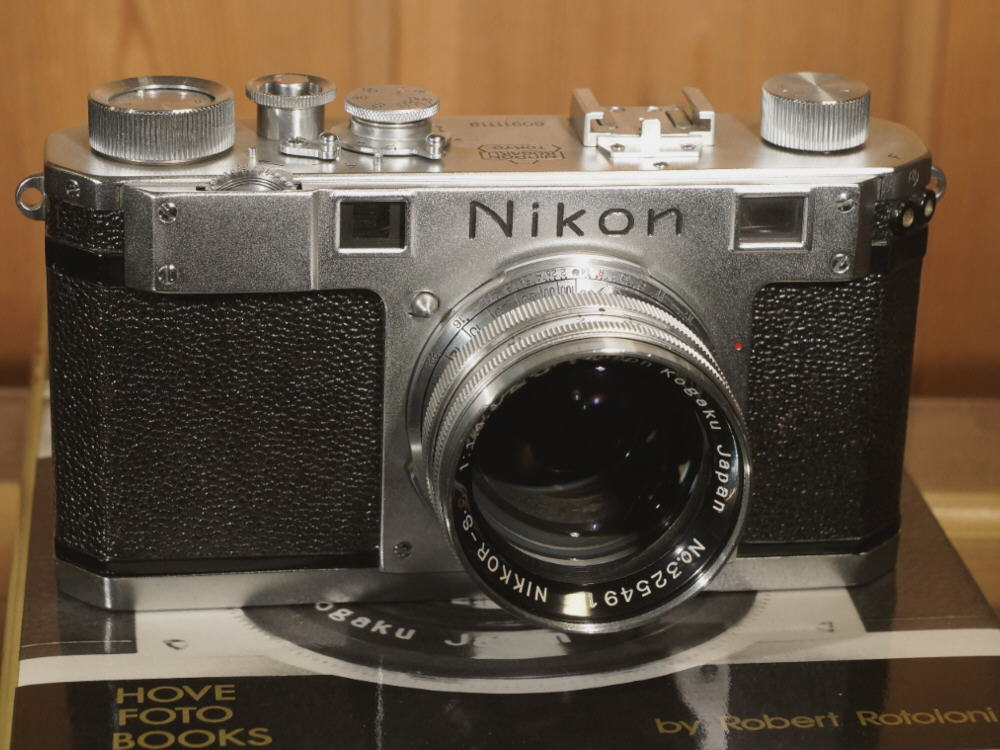
니콘에서 만든 레인지파인더 카메라. Contax RF 마운트와 비슷한 마운트를 사용한다.
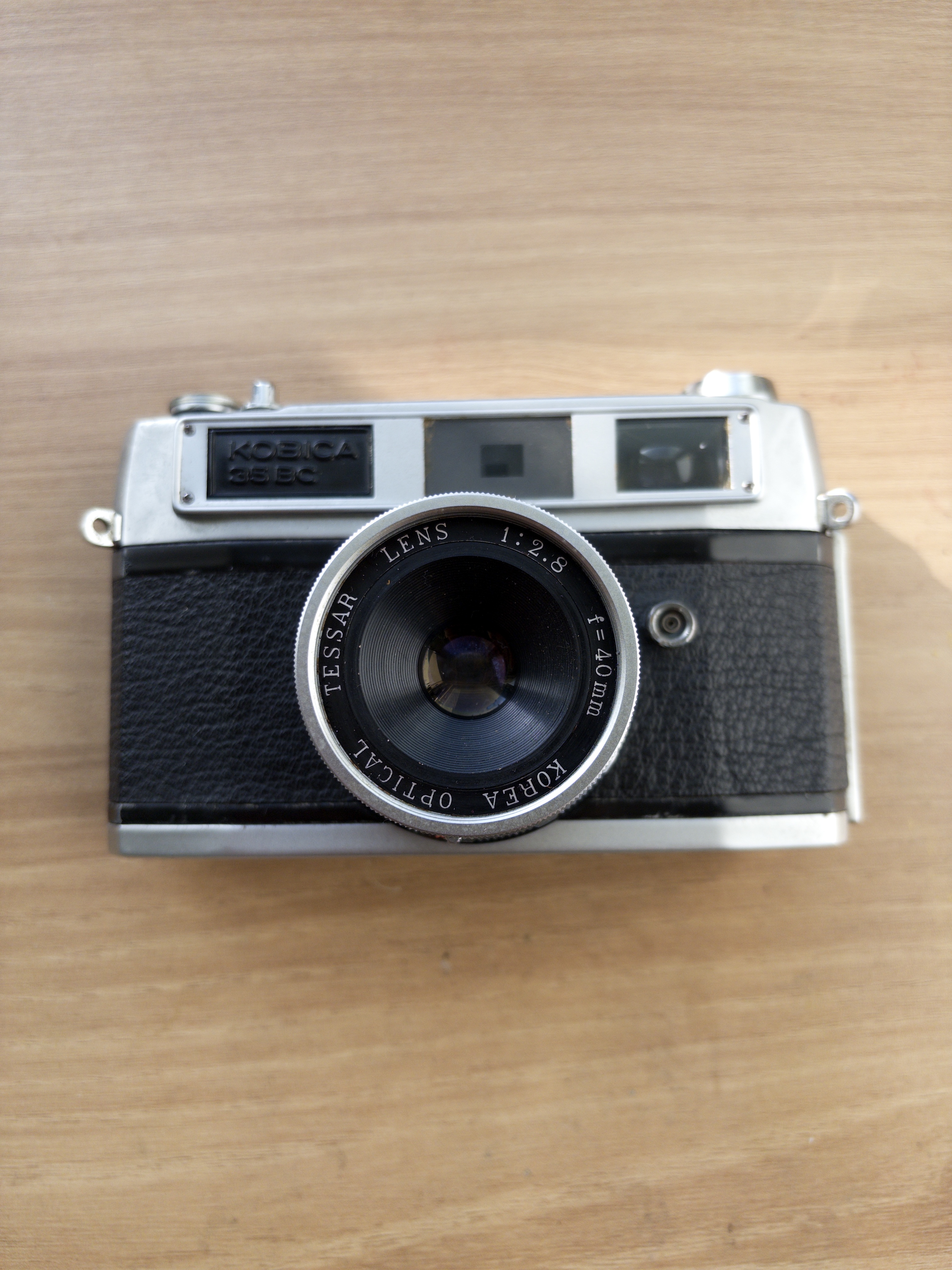
대한민국 대한광학에서 제작한 국내 최초의 레인지파인더인 KOBICA BC-1
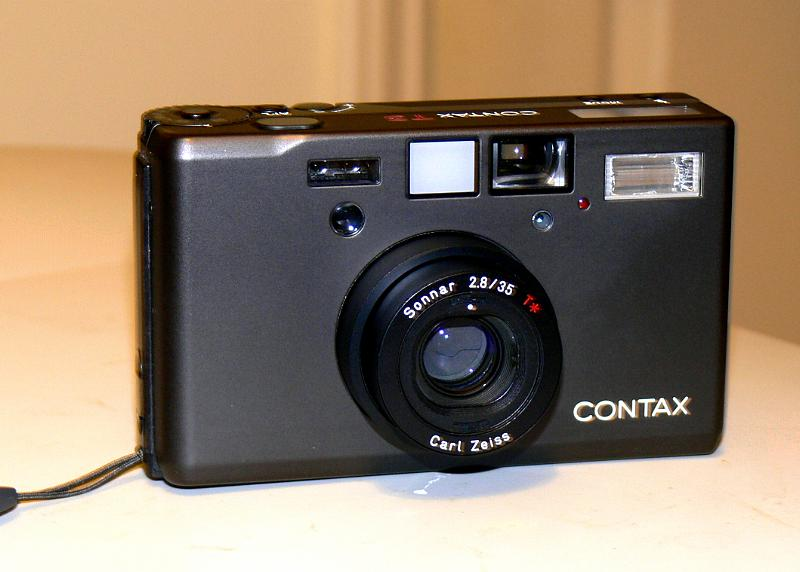
칼 자이스의 라이선스를 받아 교세라에서 개발한 자동초점등을 갖춘 Contax T3

## 같이 보기
- 자동 초점

## 참고 문헌 / 주석
1. ↑  보통 M39로 불린다.
2. ↑  메이드인코리아 첫 독자모델 코비카